# ГЕС Ulu Jelai
ГЕС Ulu Jelai — гідроелектростанція в Малайзії. Використовує ресурс зі сточища річки Телум, правого витоку Jelai, котра, своєю чергою, є правим витоком річки Паганг (впадає у Південнокитайське море за три десятки кілометрів південніше від міста Куантан).
У межах проєкту річку Бертрам (права притока Телум) перекрили греблею Сусу, виконаною як споруда з ущільненого котком бетону заввишки 90 метрів та завдовжки 513 метрів, котра потребувала 747 тис. м3 матеріалу. Вона утримує невелике водосховище з площею поверхні 0,95 км2 та об'ємом 2,6 млн м3. Окрім власного стоку, до сховища перекидається додатковий ресурс за допомогою двох тунелів діаметром по 3 метри:
- довжиною 8,55 км від водозабору на Телум;
- довжиною 7,45 км від водозабору на Lemoi, правій притоці Телум, котра має устя майже одразу після впадіння Бертрам.

Від греблі Сусу ресурс подається через прокладений у лівобережному масиві дериваційний тунель довжиною 4,2 км із діаметром 9,5 метра. По завершенні він переходить у напірну шахту глибиною 173 метри з діаметром 5,2 метра, після якої трасу продовжує короткий водовід, що розгалужується на два діаметром по 3,75 метра.
Споруджений у підземному виконанні машинний зал має розміри 82 × 23 метри при висоті 36 метрів, а доступ персоналу до нього здійснюється по тунелю довжиною 0,64 км. Крім того, існує окреме підземне приміщення для трансформаторного обладнання розмірами 34 × 17 метрів при висоті 17 метрів.
Основне обладнання станції становлять дві турбіни типу Френсіс потужністю по 191 МВт, які працюють при чистому напорі у 317 метрів.
Відпрацьована вода спершу надходить у нижню балансувальну камеру розмірами 40 × 14 × 35 метрів. Далі по відвідному каналу довжиною 1,7 км із діаметром 7,7 метра вона транспортується до Телум, у яку потрапляє дещо вище від устя Бертрам.
За проєктом, станція Ulu Jelai повинна виробляти 374 млн кВт·год електроенергії на рік. Такий доволі незначний (порівняно з потужністю) показник зокрема пояснюється відбором вище по течії Бертрам та Телом ресурсу для роботи дериваційної схеми Cameron Highlands, яка через ГЕС Султан Юссуф перекидає ресурс на протилежний, західний схил вододільного хребта Малайського півострова.
Видача продукції відбувається по ЛЕП, розрахованій на роботу під напругою 275 кВ.
Під час спорудження комплексу провели екскавацію 3,85 млн м3 породи (у тому числі 0,8 млн м3 під землею) та використали 190 тис. м3 бетону (без урахування греблі).